# Паркен (стадион)
«Па́ркен» (дат. Parken) — футбольный стадион в Копенгагене, Дания. Домашняя арена одного из ведущих клубов Дании — «Копенгагена». Также на стадионе проводит большинство своих домашних матчей сборная Дании по футболу.
Строительство стадиона велось с 1990 года по 1992 год, окончательная вместимость составила 38 076 человек. Арена выстроена на месте снесённого в 1990 году стадиона «Идрэтспаркен». Первый матч на новом стадионе был сыгран 9 сентября 1992 года (Дания — Германия — 1:2). В 1994 году стадион принимал финальный поединок Кубка кубков УЕФА, в котором в присутствии 33 765 зрителей «Арсенал» переиграл «Парму» — 1:0. В 2000 году на стадионе проходил финал Кубка УЕФА, свидетелями которого стали 38 919 зрителей («Галатасарай» — «Арсенал», 4:1 в серии послематчевых пенальти).
Довольно часто стадион является местом проведения концертов. В разное время на нём выступали такие исполнители, как Tiësto, Depeche Mode, The Rolling Stones, Селин Дион, U2, Джордж Майкл, Эрик Клэптон, Pink Floyd, Metallica и другие. В 2001 году стадион стал главной площадкой музыкального конкурса «Евровидение». Рекордная посещаемость за всю историю стадиона была зафиксирована 23 июня 2007 года, на концерт Джастина Тимберлейка было продано 55 000 билетов.
До 2007 года стадион вмещал 42 083 человека, но летом 2007 началась реконструкция одной из трибун. Таким образом, сейчас вместимость составляет 34 098 человек, а по окончании ремонтных работ «Паркен» будет вмещать чуть более 38 тысяч человек.